# Estación de Henares
Henares es una estación de la Línea 7 de Metro de Madrid situada bajo la avenida de Algorta, en San Fernando de Henares, próxima al cauce del río Henares.

## Historia
La estación fue inaugurada el 5 de mayo de 2007 con el tramo MetroEste y cabecera de línea hasta el 11 de febrero de 2008, cuando se amplió la línea hasta la estación de Hospital del Henares.
La estación ha sufrido varias obras de rehabilitación desde su inauguración para garantizar la seguridad y aliviar las grietas que se han formado encima de los túneles por los que discurre el tramo MetroEste. Véase Obras de rehabilitación en Línea 7 para más detalles.

## Accesos
Vestíbulo Henares
- Algorta Avda. Algorta, 12
- Ascensor Avda. Algorta, 12

## Líneas y conexiones

### Metro
| << cabecera          | < estación           | línea | estación > | cabecera >>                                   |
| -------------------- | -------------------- | ----- | ---------- | --------------------------------------------- |
| Hospital del Henares | Hospital del Henares |       | Jarama     | Pitis Cambio de tren en Estadio Metropolitano |

### Autobuses
| Diurnos |                     |                                        |                           |
| Línea   | Destino             | Parada                                 | Operador                  |
| 1       | C. C. San Fernando  | 07148 Av. Zarauz-Est. Henares (N.º 33) | Avanza Movilidad Integral |
| 1       | Polígono industrial | 07084 Av. Zarauz-Est. Henares (N.º 34) | Avanza Movilidad Integral |

| Diurnos   |                                                                |                                                                                                  |                           |
| Línea     | Destino                                                        | Parada                                                                                           | Operador                  |
| 281       | Madrid (Avda. América)                                         | 07148 Av. Zarauz-Est. Henares (N.º 33)                                                           | Avanza Movilidad Integral |
| 288       | Madrid (Ciudad Lineal)                                         | 07148 Av. Zarauz-Est. Henares (N.º 33)                                                           | Avanza Movilidad Integral |
| 822       | Madrid (Aeropuerto)                                            | 07148 Av. Zarauz-Est. Henares (N.º 33)                                                           | Avanza Movilidad Integral |
| 281       | San Fernando de Henares                                        | 07084 Av. Zarauz-Est. Henares (N.º 34)                                                           | Avanza Movilidad Integral |
| 288       | Coslada-San Fernando de Henares                                | 07084 Av. Zarauz-Est. Henares (N.º 34)                                                           | Avanza Movilidad Integral |
| 822       | San Fernando de Henares                                        | 07084 Av. Zarauz-Est. Henares (N.º 34)                                                           | Avanza Movilidad Integral |
| 280       | Hospital - Loeches                                             | 07244 Ctra. Mejorada-Est. Henares Ctra de San Fernando a Mejorada, km. 2,8 (sentido decreciente) | Avanza Movilidad Integral |
| 282       | San Fernando de Henares-Mejorada del Campo                     | 07244 Ctra. Mejorada-Est. Henares Ctra de San Fernando a Mejorada, km. 2,8 (sentido decreciente) | Avanza Movilidad Integral |
| 284       | Velilla de San Antonio-Loeches                                 | 07244 Ctra. Mejorada-Est. Henares Ctra de San Fernando a Mejorada, km. 2,8 (sentido decreciente) | Avanza Movilidad Integral |
| 285       | Velilla de San Antonio-Arganda del Rey                         | 07244 Ctra. Mejorada-Est. Henares Ctra de San Fernando a Mejorada, km. 2,8 (sentido decreciente) | Avanza Movilidad Integral |
| 280       | Coslada (FFCC)                                                 | 07295 Ctra. Mejorada-Est. Henares Ctra de San Fernando a Mejorada, km. 2,8 (sentido creciente)   | Avanza Movilidad Integral |
| 282       | Madrid (Avda. América)                                         | 07295 Ctra. Mejorada-Est. Henares Ctra de San Fernando a Mejorada, km. 2,8 (sentido creciente)   | Avanza Movilidad Integral |
| 284       | Madrid (Avda. América)                                         | 07295 Ctra. Mejorada-Est. Henares Ctra de San Fernando a Mejorada, km. 2,8 (sentido creciente)   | Avanza Movilidad Integral |
| 285       | Coslada (San Fernando FFCC)                                    | 07295 Ctra. Mejorada-Est. Henares Ctra de San Fernando a Mejorada, km. 2,8 (sentido creciente)   | Avanza Movilidad Integral |
| SE7       | Hospital del Henares                                           | 19371 Av. Algorta - Est. Henares                                                                 | Monbus                    |
| SE7       | Barrio del Puerto                                              | 19372 Av. Algorta - Est. Henares                                                                 | Monbus                    |
| Nocturnos |                                                                |                                                                                                  |                           |
| Línea     | Destino                                                        | Parada                                                                                           | Operador                  |
| N203      | Madrid (Ciudad Lineal)                                         | 07148 Av. Zarauz-Est. Henares (N.º 33)                                                           | Avanza Movilidad Integral |
| N203      | Coslada-San Fernando de Henares-Velilla de San Antonio/Loeches | 07084 Av. Zarauz-Est. Henares (N.º 34)                                                           | Avanza Movilidad Integral |